# 贵州人民出版社
贵州人民出版社是中华人民共和国的一家出版社，成立于1951年2月12日，社址位于贵州省贵阳市。

## 历史沿革
1951年2月12日成立。1990年1月，所属的教育、科技编辑室分别组建为贵州教育出版社、贵州科技出版社。